# 阿迪杰河

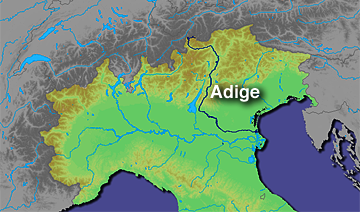
阿迪杰河在意大利的位置（黑線）

阿迪杰河（義大利語：Adige），位于意大利东北部，发源于意大利、奥地利和瑞士边境处阿尔卑斯山脉的雷西亚隘口（Resia），先向东，后折向南流，经过特伦托、维罗纳等城市，最终注入亚得里亚海，全长410公里，流域面积1.22万平方公里，是仅次于波河的意大利第二长河。